# Adrian P. Thomas
Adrian P. Thomas era padre de siete hijos que vivían en Troy, Nueva York, cuando, en septiembre de 2008, murió su hijo de cuatro meses. Un examen médico preliminar indicó que el bebé murió de un traumatismo craneal. La policía interrogó a Thomas durante casi 10 horas, durante las cuales confesó haber tirado a su hijo en la cama tres veces. Todo el interrogatorio fue grabado en video. Fue acusado de asesinato en segundo grado, declarado culpable y condenado a 25 años de prisión perpetua. 
En 2011, Grover Babcock y Blue Hadaegh estaban buscando un ejemplo de una confesión forzada como base para una película documental que estaban planeando y utilizaron el video del interrogatorio de Thomas para hacer el documental Escenas de un crimen. Thomas apeló su condena basándose en un interrogatorio coercitivo. Sin embargo, los jueces de apelaciones estatales de Nueva York negaron su apelación en 2012. Thomas luego apeló su condena ante el Tribunal de Apelaciones de Nueva York. En febrero de 2014, los siete jueces dictaminaron por unanimidad que Thomas debía tener otro juicio, excluyendo la confesión grabada en video. Se llevó a cabo un segundo juicio y el 12 de junio de 2014, el jurado lo declaró inocente del asesinato en segundo grado de su hijo. El caso generó controversia sobre cuánta coerción es legalmente permisible en los interrogatorios policiales.

## Antecedentes
En septiembre de 2008, Thomas tenía 26 años, estaba desempleado y era padre de siete niños que vivían en Troy, Nueva York. Según sus familiares, se mudó a Troy desde Douglas, Georgia,  después de casarse con Wilhelmina Hicks. El 23 de septiembre de 2008, el hijo de Thomas, Mathew Thomas, que tenía aproximadamente cuatro meses y había sido declarado previamente en muerte cerebral en un hospital de Troy, murió en el Hospital del Centro Médico de Albany. Un médico del hospital le dijo a la policía que Mathew murió de las heridas que había sufrido en la cabeza. Debido al informe del médico, la policía comenzó a interrogar a Thomas sobre las circunstancias de la muerte de su hijo, alegando que un adulto debía haber lastimado físicamente a su hijo: ya fuera Thomas o su esposa.   
Inicialmente, Thomas negó haber hecho algo a su hijo que pudiera haberle causado heridas en la cabeza. Sin embargo, hacia el final de un interrogatorio de casi 10 horas, Thomas continuó alegando su inocencia, pero declaró que sería el culpable si algo le había sucedido accidentalmente al niño. Mientras la policía seguía presionando para obtener respuestas que se ajustaran a una lesión física, Thomas confesó haber arrojado a Mathew a la cama tres veces y el interrogatorio terminó. Le dijo a la policía que había estado peleando con su esposa y había arrojado a su hijo a la cama por frustración.  Luego firmó una confesión.

## Primer intento
A pesar de un examen médico posterior en el que el mismo médico que inicialmente informó a la policía que el hijo de Thomas había muerto de un traumatismo craneal, no encontró evidencia de fractura de cráneo y determinó que la causa de la muerte era sepsis, el juicio de Thomas por asesinato en segundo grado comenzó en octubre de 2009. La fiscalía construyó su caso alrededor de la confesión grabada en video que Thomas le dio a la policía. Le mostraron al jurado la demostración grabada de Thomas arrojando un objeto al suelo para ilustrar cómo arrojó a su hijo sobre la cama.  Esta fue la primera vez que una confesión grabada en video fue mostrada a un jurado en el condado de Rensselaer, Nueva York .  
En su testimonio, Thomas dijo a los miembros del jurado que la admisión de culpa que hizo durante el interrogatorio fue  falsa. Aclaró que le dijo a la policía que pesaba 230 kg cuando en realidad pesaba 160 kg . También negó haber golpeado la cabeza de su hijo con su cabeza, golpeado la cabeza de su hijo contra la barandilla de la cuna y arrojado a su hijo en la cama tres veces. Dijo que le mintió a la policía durante el interrogatorio porque la policía seguía repitiendo que había herido a su hijo y porque quería salir del interrogatorio para poder ir al hospital y ver a su hijo y esposa.
El 22 de octubre de 2009, el profesor Richard Ofshe, experto en confesiones falsas durante los interrogatorios policiales, testificó en una audiencia que después de revisar la confesión grabada, concluyó que la confesión de Thomas se ajustaba a su modelo de confesiones falsas. Sin embargo, después de escuchar el testimonio del profesor Paul Cassell, quien declaró que había poca evidencia empírica para respaldar la teoría de las confesiones falsas de Ofshe, el juez Andrew Ceresia negó la solicitud de la defensa de llamar a Ofshe para testificar. Posteriormente, el jurado declaró a Thomas culpable de asesinato en segundo grado y el juez Andrew Ceresia lo condenó a 25 años de prisión perpetua.

## Escenas de un crimen.
Grover Babcock y Blue Hadaegh son productores documentales independientes.  Estaban interesados en los fenómenos de confesiones falsas durante los interrogatorios policiales. Querían documentar con un caso real el tipo de proceso de interrogación que podría producir confesiones falsas. Comenzaron a buscar videos de un interrogatorio policial completo, que resultó ser difícil de encontrar hasta que encontraron la cinta de video de la confesión de Thomas.   Posteriormente produjeron una película documental, Escenas de un crimen, usando un video del interrogatorio de Thomas para ilustrar lo que puede suceder durante los interrogatorios policiales.

## Apelaciones
El atractivo del caso Thomas se basó principalmente en las técnicas de interrogación utilizadas. El 22 de marzo de 2012, los jueces de apelaciones estatales de Nueva York negaron la apelación de Thomas.   
La apelación se trasladó luego a la Corte de Apelaciones de Nueva York. El 20 de febrero de 2014, el tribunal de apelaciones de siete miembros dictaminó por unanimidad que el interrogatorio de Thomas había ido demasiado lejos y que la confesión grabada en video no debería haberse mostrado al jurado. El juez principal Jonathan Lippman,  concluyó en su escrito que "lo que ocurrió durante el interrogatorio del acusado no estuvo en consonancia con el derecho del acusado a no incriminarse a sí mismo, a permanecer en silencio". Ordenaron un nuevo juicio y dictaminaron que la confesión grabada no podía mostrarse al jurado.

## Segundo juicio
El 27 de mayo de 2014, comenzó el segundo juicio para Thomas, que en ese momento tenía 32 años, nuevamente con un cargo de asesinato en segundo grado de su hijo pequeño. Debido a que el interrogatorio grabado en video no fue admitido en el segundo juicio, gran parte del testimonio de la fiscalía y la defensa se centró en la causa de la muerte de Mathew Thomas, de cuatro meses. El médico forense del condado de Rensselaer, Dr. Michael Sikirica, dijo al jurado que el bebé tenía hematomas subdurales, que a menudo son causados en los bebés por lesiones en la cabeza como resultado de sacudidas violentas. El especialista de Chicago, Dr. Jan Leestma, le dijo al jurado que el bebé murió de shock séptico debido a una infección bacteriana. El experto en abuso infantil, Dr. Patrick Barnes, le dijo al jurado que las tomografías computarizadas que examinó de la inflamación cerebral y la sangre en el cerebro del bebé eran antiguas y podrían haber ocurrido al nacer. Le dijo al jurado que el bebé nació prematuro y que también era un gemelo, lo que lo puso en mayor riesgo de hemorragia cerebral.
En los argumentos finales, la Fiscal de Distrito Asistente del Condado de Rensselaer, Christa Book, argumentó que Thomas tiró al bebé en la cama hasta que cayó al suelo causándole un trauma en la cabeza, que lo mató. El abogado defensor Steve Coffey respondió que el Dr. Edge, que trató al bebé en el hospital, no había testificado y tampoco el neurorradiólogo Dr. Hoover. Coffey sugirió al jurado que no testificaron porque a la fiscalía no le gustó lo que tenían que decir. Book se opuso a las sugerencias de Coffey diciendo que eran "ridículas", pero sus objeciones fueron anuladas por el juez Andrew Ceresia. El abogado defensor Coffey también cuestionó el testimonio del delincuente convicto William Terry, quien declaró que Thomas le había confesado el hecho mientras ambos estaban en prisión. Finalmente, Coffey le recordó al jurado que a pesar de haber escuchado términos como "malvado,  inhumano, brutal, despreciable, sin sentido" durante el juicio, tenían que ser convencidos por las pruebas más allá de una duda razonable para encontrar a Thomas culpable.
Los miembros del jurado deliberaron durante aproximadamente siete horas repartidas en dos días antes de emitir un veredicto. El 12 de junio de 2014, el jurado emitió un veredicto de no culpable. Según el abogado defensor de Thomas, Thomas quedó "aturdido" por el veredicto. La fiscal adjunta de distrito Christa Book dijo después del juicio que "lamento no haber podido hacerle justicia a Matthew".  Uno de los miembros del jurado dijo después del juicio: "Estábamos tratando de comprender que no podíamos usar cosas que no estaban permitidas, pero al final todos estuvimos de acuerdo en que no era culpable por lo que teníamos frente a nosotros". Después de que se emitió el veredicto, los miembros de su familia dijeron que planeaba regresar a Douglas, Georgia. El 15 de junio de 2014, se reunió con su familia en Georgia.

## Controversia
La controversia sobre este caso gira en torno a la técnica de interrogación que la policía utilizó para obtener una confesión de Thomas. La técnica se llama técnica Reid. La técnica Reid es un procedimiento de nueve pasos seguido por la mayoría de las agencias policiales en los Estados Unidos. La técnica comienza confrontando al sospechoso con la culpa, ofreciéndole una razón por la cual cometió el crimen, seguida de varias técnicas para aplicar presión psicológica con el fin de lograr que el sospechoso confiese y finalmente obtener una confesión escrita.
El Tribunal de Apelaciones de Nueva York dictaminó en el caso de Thomas que la policía se excedió en el uso de la mentira y  de la coerción durante un interrogatorio, pero su fallo no estableció criterios sobre cuánta coerción es demasiada. Según un informe de CBS Channel 6, esto llevará a las agencias policiales de todo el estado de Nueva York a revisar sus protocolos de interrogatorio. Grover Babcock, en una entrevista con NPR, argumentó que los límites a los interrogatorios coercitivos son importantes porque provocan demasiadas confesiones falsas. Afirmó que el Proyecto Inocencia ha exonerado a muchas personas a través de pruebas de ADN y que, de esos exonerados, alrededor del 25% al 30% habían confesado falsamente.